# Karașînți, Huseatîn
Karașînți (în ucraineană Карашинці) este un sat în orașul raional Horostkiv din raionul Huseatîn, regiunea Ternopil, Ucraina.

## Demografie
Componența lingvistică a localității Karașînți
     Ucraineană (100%)
Conform recensământului din 2001, toată populația localității Karașînți era vorbitoare de ucraineană (100%).